# Dąbrówka Polska
Dąbrówka Polska [dɔmˈbrufka ˈpɔlska] (tiếng Đức: Talheim) Là một ngôi làng ở quận hành chính của Gmina Banie Mazurskie, ở huyện Gołdapski, Warmińsko-Mazurskie, ở miền bắc Ba Lan, gần biên giới với Kaliningrad của Nga. Nó nằm khoảng 5 kilômét (3 mi)  về phía tây nam của Banie Mazurskie, 24 km (15 mi) về phía tây nam của Gołdap và 109 km (68 mi) về phía đông bắc của thủ đô khu vực Olsztyn.
Trước năm 1945, khu vực này là một phần của Đức (Đông Phổ).
Làng có dân số 120 người.